# Ob-La-Di, Ob-La-Da

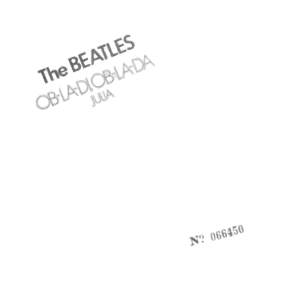
Hoes van de single, uitgebracht in 1976

Ob-La-Di, Ob-La-Da is een lied van The Beatles, van het album The Beatles, en is later als single uitgebracht. Het is grotendeels geschreven door Paul McCartney, maar staat zoals gebruikelijk officieel op naam van het schrijversduo Lennon-McCartney.

## Achtergrond
De titel van het lied (plus de woorden "Life goes on, bra") was een zinnetje dat veel gebruikt werd door een kennis van McCartney, de Nigeriaanse componist en musicus Jimmy Scott-Emuakpor. Deze ondernam gerechtelijke stappen tegen McCartney, volgens wie de titel echter een algemene Nigeriaanse zegswijze voor "het leven gaat door" ("life goes on") was. Scott-Emuakpor bracht hier tegenin dat de zin in Nigeria alleen bij de familie Scott-Emuakpor bekend was. Er werd uiteindelijk een schikking getroffen.
Volgens technicus Geoff Emerick had John Lennon een hekel aan het nummer (wat McCartney ontkent); hij noemde het "Paul's granny shit". Lennon schreef, volgens bepaalde bronnen onder invloed van drugs, het piano-intro. Zijn bijdrage kwam naar zeggen van technicus Richard Lush als volgt tot stand:

John Lennon arriveerde geheel stoned in de studio en zei: 'Goed, we gaan Ob-La-Di, Ob-La-Da doen. Hij liep rechtstreeks naar de piano, sloeg de toetsen hard aan, en speelde tweemaal zo snel als bij vorige opnamesessies en riep "Dit is het! Kom op!" Het resultaat werd de uiteindelijke versie.

Tijdens de zangpartij haalde McCartney de echtgenoten Desmond & Molly door elkaar en zong: "Desmond stays at home and does his pretty face" en "Molly lets the children lend a hand". De andere bandleden vonden dat wel aardig en de 'fout' werd niet ongedaan gemaakt.

## Bezetting
- Paul McCartney – zang, basgitaar, handgeklap
- John Lennon – achtergrondzang, piano
- George Harrison – achtergrondzang, akoestische gitaar
- Ringo Starr - drums, bongo's, percussie, handgeklap

## Covers en gebruik in de media
- De uitvoering van de Schotse popgroep The Marmalade haalde in januari 1969 de eerste plaats in de Britse UK Singles Chart. In Nederland kwam de plaat tot de vierde plaats.[3]
- In de late jaren 80 werd het nummer gebruikt als herkenningstune van de Amerikaanse serie Life Goes On.
- In 1996 verscheen de versie van salsazangeres Celia Cruz op het album Tropical Tribute to The Beatles.

## NPO Radio 2 Top 2000
De afwezigheid in 2000 is opvallend. In dat jaar staat de versie van The Marmalade uit 1968 eenmalig in de lijst, op plaats 1623.

| Nummers met noteringen in de NPO Radio 2 Top 2000 | '99  | '00  | '01  | '02  | '03  | '04  | '05  | '06  | '07  | '08  | '09  | '10  | '11  | '12  | '13  | '14-'20 | '21  | '22  | '23 | '24  |
| ------------------------------------------------- | ---- | ---- | ---- | ---- | ---- | ---- | ---- | ---- | ---- | ---- | ---- | ---- | ---- | ---- | ---- | ------- | ---- | ---- | --- | ---- |
| Ob-La-Di Ob-La-Da (Marmalade)                     | -    | 1623 | -    | -    | -    | -    | -    | -    | -    | -    | -    | -    | -    | -    | -    | -       | -    | -    | -   | -    |
| Ob-La-Di, Ob-La-Da (The Beatles)                  | 1191 | -    | 1288 | 1514 | 1541 | 1510 | 1327 | 1649 | 1713 | 1574 | 1544 | 1513 | 1617 | 1537 | 1622 | -       | 1848 | 1956 | -   | 1839 |

1. ↑  Een '-' betekent dat het nummer niet was genoteerd en een vetgedrukt getal geeft de hoogste notering van een nummer aan.